# Ligue 1 2016-17
La temporada 2016-2017 de la Ligue 1 fue la septuagésima novena edición de la Liga francesa de fútbol y la edición posterior a la Eurocopa que se disputó en Francia en 2016. La liga terminó siendo ganada por el A. S. Mónaco, siendo esta la octava ocasión en la que el club del principado consiguió ser primero en la primera división francesa, y el primer campeonato obtenido en 17 años.

## Equipos

### Ascensos y descensos
| Pos. | Descendidos de Ligue 1 |
| ---- | ---------------------- |
| 18.º | Stade de Reims         |
| 19.º | Gazélec Ajaccio        |
| 20.º | ES Troyes AC           |

| Pos. | Ascendidos de Ligue 2 |
| ---- | --------------------- |
| 1.º  | AS Nancy              |
| 2.º  | Dijon FCO             |
| 3.º  | FC Metz               |

### Información de los equipos
| Equipo                | Ciudad        | Entrenador            | Estadio                 | Aforo  | Marca          | Patrocinador                    |
| --------------------- | ------------- | --------------------- | ----------------------- | ------ | -------------- | ------------------------------- |
| Angers                | Angers        | Stéphane Moulin       | Stade Jean-Bouin        | 18 000 | Kappa          | Scania                          |
| Bastia                | Bastia        | Rui Almeida           | Stade Armand Cesari     | 16 480 | Kappa          | Oscaro                          |
| Caen                  | Caen          | Patrice Garande       | Stade Michel d'Ornano   | 21 215 | Umbro          | GDE Recyclage                   |
| Dijon                 | Dijón         | Olivier Dall'Oglio    | Stade Gaston Gérard     | 16 098 | Lotto          | Veolia                          |
| Girondins de Bordeaux | Burdeos       | Jocelyn Gourvennec    | Stade Matmut Atlantique | 42 115 | Puma           | Kia                             |
| Guingamp              | Guingamp      | Antoine Kombouaré     | Stade du Roudourou      | 18 126 | Patrick        | Celtigel                        |
| Lille                 | Lille         | Franck Passi          | Stade Pierre-Mauroy     | 50 186 | New Balance    | Groupe Partouche                |
| Lorient               | Lorient       | Bernard Casoni        | Stade du Moustoir       | 18 890 | Adidas         | B&B Hoteles                     |
| Olympique de Lyon     | Lyon          | Bruno Génésio         | Parc OL                 | 59 186 | Adidas         | Hyundai                         |
| Olympique de Marsella | Marsella      | Rudi García           | Stade Vélodrome         | 67 395 | Adidas         | Intersport                      |
| Metz                  | Metz          | Philippe Hinschberger | Stade Saint-Symphorien  | 24 500 | Nike           | Moselle                         |
| Mónaco                | Mónaco        | Leonardo Jardim       | Stade Louis II          | 18 500 | Nike           | Fedcom                          |
| Montpellier           | Montpellier   | Jean-Louis Gasset     | Stade de la Mosson      | 32 939 | Nike           | Sud de France                   |
| Nancy                 | Nancy         | Pablo Correa          | Stade Marcel Picot      | 20 187 | Nike           | Sopalin                         |
| Nantes                | Nantes        | Sérgio Conceição      | Stade de la Beaujoire   | 38 285 | Umbro          | Synergie                        |
| OGC Niza              | Niza          | Lucien Favre          | Allianz Riviera         | 35 624 | Macron         | Mutuelles du Soleil             |
| París Saint-Germain   | París         | Unai Emery            | Parc des Princes        | 48 712 | Nike           | Emirates, Catar Investment Fund |
| Stade Rennais         | Rennes        | Christian Gourcuff    | Roazhon Park            | 29 778 | Puma           | Samsic                          |
| Saint-Étienne         | Saint-Étienne | Christophe Galtier    | Stade Geoffroy-Guichard | 41 965 | Le Coq Sportif | Winamax                         |
| Toulouse              | Toulouse      | Pascal Dupraz         | Stadium Municipal       | 33 500 | Joma           | Triangle Interim                |

### Cambios de entrenadores
| Equipo                | Entrenador (jornadas)                                                 |
| --------------------- | --------------------------------------------------------------------- |
| Olympique de Marsella | Franck Passi (1-9) Rudi García (10-38)                                |
| Lorient               | Sylvain Ripoll (1-10) Franck Haise (11-12) Bernard Casoni (13-38)     |
| Lille                 | Frédéric Antonetti (1-13) Patrick Collot (14-25) Franck Passi (26-38) |
| Nantes                | René Girard (1-15) Philippe Mao (16) Sérgio Conceição (17-38)         |
| Montpellier           | Frédéric Hantz (1-22) Jean-Louis Gasset (23-38)                       |
| Bastia                | François Ciccolini (1-27) Rui Almeida (28-38)                         |

### Equipos porRegión
| Región                    | N.º | Equipos                           |
| ------------------------- | --- | --------------------------------- |
| Bretaña                   | 3   | EA Guingamp, Lorient y Rennes     |
| Ródano-Alpes              | 2   | Olympique de Lyon y Saint-Étienne |
| Provenza-Alpes-Costa Azul | 2   | Olympique de Marsella y Niza      |
| Lorena                    | 2   | Metz y Nancy                      |
| Países del Loira          | 2   | Nantes y Angers                   |
| Borgoña                   | 1   | Dijon                             |
| Córcega                   | 1   | Bastia                            |
| Norte-Paso de Calais      | 1   | Lille                             |
| Aquitania                 | 1   | Girondins de Bordeaux             |
| Isla de Francia           | 1   | París Saint-Germain               |
| Mónaco                    | 1   | Mónaco                            |
| Languedoc-Rosellón        | 1   | Montpellier                       |
| Mediodía-Pirineos         | 1   | Toulouse                          |
| Baja Normandía            | 1   | Caen                              |

## Clasificación
| Pos. | Equipo                | Pts. | PJ | G  | E  | P  | GF  | GC | Dif. | Clasificación o descenso                             |
| ---- | --------------------- | ---- | -- | -- | -- | -- | --- | -- | ---- | ---------------------------------------------------- |
| 1    | Mónaco (C)            | 95   | 38 | 30 | 5  | 3  | 107 | 31 | +76  | Fase de grupos de la Liga de Campeones               |
| 2    | París Saint-Germain   | 87   | 38 | 27 | 6  | 5  | 83  | 27 | +56  | Fase de grupos de la Liga de Campeones               |
| 3    | Niza                  | 78   | 38 | 22 | 12 | 4  | 63  | 36 | +27  | Tercera ronda clasificatoria de la Liga de Campeones |
| 4    | Olympique de Lyon     | 65   | 38 | 20 | 5  | 13 | 77  | 48 | +29  | Fase de grupos de la Liga Europa                     |
| 5    | Olympique de Marsella | 62   | 38 | 17 | 11 | 10 | 57  | 41 | +16  | Tercera ronda clasificatoria de la Liga Europa       |
| 6    | Girondins de Burdeos  | 59   | 38 | 15 | 14 | 9  | 53  | 43 | +10  | Tercera ronda clasificatoria de la Liga Europa       |
| 7    | Nantes                | 51   | 38 | 14 | 9  | 15 | 40  | 54 | −14  |                                                      |
| 8    | Saint-Étienne         | 50   | 38 | 12 | 14 | 12 | 41  | 42 | −1   |                                                      |
| 9    | Stade Rennes          | 50   | 38 | 12 | 14 | 12 | 36  | 42 | −6   |                                                      |
| 10   | EA Guingamp           | 50   | 38 | 14 | 8  | 16 | 46  | 53 | −7   |                                                      |
| 11   | Lille                 | 46   | 38 | 13 | 7  | 18 | 40  | 47 | −7   |                                                      |
| 12   | Angers                | 46   | 38 | 13 | 7  | 18 | 40  | 49 | −9   |                                                      |
| 13   | Toulouse              | 44   | 38 | 10 | 14 | 14 | 37  | 41 | −4   |                                                      |
| 14   | Metz                  | 43   | 38 | 11 | 10 | 17 | 39  | 72 | −33  |                                                      |
| 15   | Montpellier           | 39   | 38 | 10 | 9  | 19 | 48  | 66 | −18  |                                                      |
| 16   | Dijon                 | 37   | 38 | 8  | 13 | 17 | 46  | 58 | −12  |                                                      |
| 17   | Caen                  | 37   | 38 | 10 | 7  | 21 | 36  | 65 | −29  |                                                      |
| 18   | Lorient (D)           | 36   | 38 | 10 | 6  | 22 | 44  | 70 | −26  | Promoción por la permanencia                         |
| 19   | Nancy-Lorraine (D)    | 35   | 38 | 9  | 8  | 21 | 29  | 52 | −23  | Descenso de categoría                                |
| 20   | Bastia (D)            | 34   | 38 | 8  | 10 | 20 | 29  | 54 | −25  | Descenso de categoría                                |

 Fuente: Marca.com y Lfp.fr
Notas:
1. 1 2  Debido a que el ganador de la Copa de Francia 2016-17 y la Copa de la Liga de Francia 2016-17 (París Saint-Germain) se clasificó para la Liga de Campeones, el cupo por ganar la Copa de Francia (fase de grupos de la Liga Europa 2017-18) pasó al 4.º clasificado y el de la Copa de la Liga (tercera ronda clasificatoria de la Liga Europa 2017-18) pasó al 6.ºclasificado. El 5.º clasificado recibió el cupo que originalmente estaba destinado al 4.º clasificado.

### Evolución de las posiciones
| Jornada Equipo        | 1  | 2  | 3  | 4  | 5  | 6  | 7  | 8  | 9  | 10 | 11 | 12 | 13 | 14 | 15 | 16 | 17 | 18 | 19 | 20 | 21 | 22 | 23 | 24 | 25 | 26 | 27 | 28 | 29 | 30 | 31 | 32 | 33 | 34 | 35 | 36 | 37 | 38 |
| Jornada Equipo        |    |    |    |    |    |    |    |    |    |    |    |    |    |    |    |    |    |    |    |    |    |    |    |    |    |    |    |    |    |    |    |    |    |    |    |    |    |    |
| --------------------- | -- | -- | -- | -- | -- | -- | -- | -- | -- | -- | -- | -- | -- | -- | -- | -- | -- | -- | -- | -- | -- | -- | -- | -- | -- | -- | -- | -- | -- | -- | -- | -- | -- | -- | -- | -- | -- | -- |
| Mónaco7               | 10 | 6  | 2  | 1  | 1  | 3  | 2  | 2  | 3  | 2  | 2  | 2  | 2  | 2  | 3  | 2  | 2  | 2  | 2  | 1  | 1  | 1  | 1  | 1  | 1  | 1  | 1  | 1  | 1  | 1  | 1  | 1  | 1  | 1  | 1  | 1  | 1  | 1  |
| París Saint-Germain6  | 8  | 2  | 5  | 7  | 3  | 2  | 4  | 3  | 2  | 3  | 3  | 3  | 3  | 3  | 2  | 3  | 3  | 3  | 3  | 3  | 3  | 3  | 2  | 2  | 2  | 2  | 2  | 2  | 2  | 2  | 2  | 2  | 2  | 2  | 2  | 2  | 2  | 2  |
| Niza                  | 5  | 3  | 3  | 2  | 2  | 1  | 1  | 1  | 1  | 1  | 1  | 1  | 1  | 1  | 1  | 1  | 1  | 1  | 1  | 2  | 2  | 2  | 3  | 3  | 3  | 3  | 3  | 3  | 3  | 3  | 3  | 3  | 3  | 3  | 3  | 3  | 3  | 3  |
| Olympique de Lyon1 8  | 1  | 1  | 4  | 8  | 9  | 7  | 9  | 5  | 8  | 10 | 8  | 7  | 4  | 7  | 4  | 6  | 4  | 4  | 4  | 4  | 4  | 4  | 4  | 4  | 4  | 4  | 4  | 4  | 4  | 4  | 4  | 4  | 4  | 5  | 4  | 4  | 4  | 4  |
| Olympique de Marsella | 11 | 16 | 11 | 14 | 15 | 15 | 13 | 14 | 12 | 11 | 10 | 12 | 11 | 12 | 11 | 10 | 9  | 6  | 6  | 6  | 7  | 6  | 6  | 6  | 6  | 6  | 7  | 6  | 5  | 5  | 5  | 6  | 6  | 6  | 6  | 5  | 5  | 5  |
| Burdeos               | 2  | 14 | 8  | 4  | 5  | 4  | 5  | 6  | 6  | 8  | 9  | 8  | 7  | 6  | 5  | 7  | 10 | 10 | 10 | 10 | 9  | 7  | 7  | 7  | 7  | 7  | 5  | 5  | 6  | 6  | 6  | 5  | 5  | 4  | 5  | 6  | 6  | 6  |
| Nantes2 4             | 7  | 11 | 17 | 18 | 18 | 16 | 18 | 16 | 13 | 14 | 15 | 16 | 17 | 17 | 19 | 19 | 19 | 19 | 17 | 14 | 11 | 12 | 14 | 15 | 12 | 13 | 11 | 12 | 10 | 11 | 9  | 8  | 10 | 8  | 8  | 8  | 7  | 7  |
| Saint-Étienne7        | 15 | 8  | 10 | 12 | 8  | 10 | 7  | 9  | 9  | 7  | 7  | 9  | 9  | 8  | 9  | 9  | 8  | 9  | 8  | 8  | 6  | 5  | 5  | 5  | 5  | 5  | 6  | 7  | 7  | 7  | 7  | 7  | 7  | 7  | 7  | 7  | 8  | 8  |
| Rennes                | 17 | 9  | 12 | 6  | 10 | 8  | 11 | 7  | 7  | 6  | 5  | 5  | 6  | 4  | 6  | 4  | 5  | 7  | 7  | 7  | 8  | 9  | 9  | 8  | 10 | 10 | 8  | 8  | 9  | 8  | 11 | 11 | 9  | 9  | 9  | 10 | 9  | 9  |
| Guingamp              | 9  | 5  | 1  | 5  | 7  | 6  | 8  | 10 | 5  | 5  | 4  | 4  | 5  | 5  | 7  | 5  | 6  | 5  | 5  | 5  | 5  | 8  | 8  | 9  | 8  | 9  | 10 | 11 | 8  | 10 | 8  | 10 | 8  | 10 | 10 | 9  | 10 | 10 |
| Lille                 | 13 | 10 | 13 | 15 | 17 | 18 | 20 | 18 | 18 | 16 | 17 | 18 | 19 | 19 | 17 | 14 | 11 | 13 | 12 | 13 | 14 | 11 | 12 | 13 | 17 | 14 | 15 | 16 | 14 | 14 | 13 | 13 | 14 | 12 | 11 | 11 | 12 | 11 |
| Angers                | 18 | 18 | 18 | 17 | 13 | 11 | 12 | 12 | 10 | 9  | 11 | 10 | 10 | 10 | 10 | 11 | 12 | 15 | 16 | 18 | 19 | 16 | 18 | 18 | 14 | 12 | 12 | 10 | 12 | 9  | 12 | 12 | 13 | 14 | 14 | 14 | 13 | 12 |
| Toulouse              | 12 | 4  | 9  | 11 | 6  | 5  | 3  | 4  | 4  | 4  | 6  | 6  | 8  | 9  | 8  | 8  | 7  | 8  | 9  | 9  | 10 | 10 | 10 | 10 | 9  | 8  | 9  | 9  | 11 | 12 | 10 | 9  | 11 | 11 | 12 | 12 | 11 | 13 |
| Metz1 5 6             | 4  | 15 | 7  | 3  | 4  | 9  | 6  | 8  | 11 | 12 | 13 | 14 | 12 | 11 | 12 | 13 | 15 | 17 | 18 | 20 | 18 | 19 | 17 | 12 | 16 | 15 | 17 | 15 | 16 | 13 | 14 | 15 | 15 | 15 | 15 | 13 | 14 | 14 |
| Montpellier           | 6  | 13 | 14 | 13 | 12 | 13 | 16 | 17 | 15 | 17 | 16 | 13 | 13 | 13 | 14 | 12 | 13 | 11 | 11 | 12 | 13 | 15 | 13 | 14 | 11 | 11 | 13 | 13 | 13 | 15 | 15 | 14 | 12 | 13 | 13 | 15 | 15 | 15 |
| Dijon                 | 16 | 17 | 15 | 16 | 16 | 19 | 14 | 15 | 17 | 13 | 12 | 11 | 14 | 14 | 15 | 15 | 17 | 18 | 15 | 16 | 15 | 13 | 16 | 17 | 13 | 16 | 18 | 18 | 17 | 17 | 17 | 19 | 19 | 18 | 17 | 18 | 16 | 16 |
| Caen2 3               | 3  | 12 | 6  | 10 | 14 | 14 | 15 | 13 | 16 | 18 | 18 | 15 | 15 | 15 | 18 | 17 | 18 | 16 | 19 | 15 | 17 | 18 | 15 | 16 | 18 | 18 | 14 | 14 | 15 | 16 | 16 | 16 | 16 | 17 | 18 | 16 | 17 | 17 |
| Lorient               | 14 | 19 | 19 | 20 | 20 | 20 | 17 | 19 | 19 | 20 | 20 | 20 | 20 | 20 | 20 | 20 | 20 | 20 | 20 | 19 | 20 | 20 | 20 | 20 | 20 | 20 | 20 | 20 | 20 | 20 | 19 | 18 | 18 | 16 | 16 | 17 | 18 | 18 |
| Nancy3                | 20 | 20 | 20 | 19 | 19 | 17 | 19 | 20 | 20 | 19 | 19 | 19 | 18 | 18 | 13 | 16 | 14 | 14 | 13 | 11 | 12 | 14 | 11 | 11 | 15 | 17 | 16 | 17 | 18 | 18 | 18 | 17 | 17 | 19 | 19 | 19 | 20 | 19 |
| Bastia4 8             | 19 | 7  | 16 | 9  | 11 | 12 | 10 | 11 | 14 | 15 | 14 | 17 | 16 | 16 | 16 | 18 | 16 | 12 | 14 | 17 | 16 | 17 | 19 | 19 | 19 | 19 | 19 | 19 | 19 | 19 | 20 | 20 | 20 | 20 | 20 | 20 | 19 | 20 |

- Notas: 1 Posiciones de Metz y Olympique de Lyon de la fecha 16 a la 32 con un partido pendiente por el aplazamiento del partido correspondiente a la 16.ª jornada debido al lanzamiento de objetos al campo.
- 2 Posiciones de Nantes y Caen de la fecha 17 a la 21 con un partido pendiente por el aplazamiento del partido correspondiente a la 17.ª jornada debido a la niebla.
- 3 Posiciones de Caen y Nancy de la fecha 21 a la 27 con un partido pendiente por el aplazamiento del partido correspondiente a la 21.ª jornada debido a la helada del terreno de juego.
- 4 Posiciones de Bastia y Nantes de la fecha 24 a la 28 con un partido pendiente por el aplazamiento del partido correspondiente a la 24.ª jornada debido a la lluvia.
- 5 Posición de Metz de la fecha 20 a la 28 con una reducción de 2 puntos por una sanción en el partido correspondiente a la 16.ª jornada debido al lanzamiento de objetos al campo. Después fue suspendida.
- 6 Posiciones de París Saint-Germain y Metz de la fecha 31 a la 36 con un partido pendiente por la final de la Copa de la Liga de Francia 2016-17.
- 7 Posiciones de Mónaco y Sant-Étienne de la fecha 31 a la 38 con un partido pendiente por la final de la Copa de la Liga de Francia 2016-17.
- 8 El partido la Jornada 33 entre Bastia y Olympique de Lyon, disputado el 16 de abril, fue suspendido en el descanso cuando el marcador iba 0-0 debido a incidentes e invasiones del campo. La LFP decidió, durante el Comité de Disciplina del 4 de mayo de 2017, otorgar la victoria al Olympique de Lyon por 0-3. Las posiciones de Olympique de Lyon y Bastia de las jornadas 33 a la 36 con un partido pendiente por el aplazamiento del partido correspondiente a la 33.ª jornada . .
- 9  Debido a que París Saint-Germain se proclamó campeón de la Copa de la Liga de Francia 2016-17 y está  clasificado a competencia europea para la próxima temporada, el lugar otorgado al ganador de la Coupe de la Ligue (Tercera ronda previa de la Europa League) pasa al quinto clasificado desde la fecha 31.
- 10  A raíz de los incidentes producidos en el partido de ida de los cuartos de final Beşiktaş-Olympique de Lyon por la Liga Europa de la UEFA 2016-17, el Olympique de Lyon fue sancionado por la UEFA con la exclusión por la próxima temporada de cualquier competición europea internacional desde la fecha 34.
- 9  Debido a que París Saint-Germain se proclamó campeón de la Copa de Francia de Fútbol 2016-17 y está  clasificado a competencia europea para la próxima temporada, el lugar otorgado al ganador de la Coupe de France (Fase de grupos de la Europa League) pasa al cuarto clasificado y los lugares en Tercera ronda previa de la Europa League recorren un puesto de clasificación desde la fecha 38.

## Resultados
- Los horarios corresponden al huso horario de Francia (Hora central europea): UTC+1 en horario estándar y UTC+2 en horario de verano

### Primera vuelta
| Bastia                | 0 - 1 | París Saint-Germain | Stade Armand Cesari       | 12 de agosto | 20:00 |
| Mónaco                | 2 - 2 | Guingamp            | Stade Louis II            | 12 de agosto | 20:30 |
| Girondins de Burdeos  | 3 - 2 | Saint-Étienne       | Stade Bordeaux-Atlantique | 13 de agosto | 17:00 |
| Caen                  | 3 - 2 | Lorient             | Stade Michel d'Ornano     | 13 de agosto | 20:00 |
| Dijon FCO             | 0 - 1 | Nantes              | Stade Gaston Gérard       | 13 de agosto | 20:00 |
| Metz                  | 3 - 2 | Lille               | Stade Saint-Symphorien    | 13 de agosto | 20:00 |
| Montpellier           | 1 - 0 | Angers              | Stade de la Mosson        | 13 de agosto | 20:00 |
| Nancy                 | 0 - 3 | Olympique de Lyon   | Stade Marcel Picot        | 14 de agosto | 15:00 |
| Niza                  | 1 - 0 | Stade Rennes        | Allianz Riviera           | 14 de agosto | 17:00 |
| Olympique de Marsella | 0 - 0 | Toulouse            | Stade Vélodrome           | 14 de agosto | 20:45 |

| Olympique de Lyon   | 2 - 0 | Caen                  | Parc OL                 | 19 de agosto | 20:45 |
| Nantes              | 0 - 1 | Mónaco                | Stade de la Beaujoire   | 20 de agosto | 17:00 |
| Angers              | 0 - 1 | Niza                  | Stade Jean-Bouin        | 20 de agosto | 20:00 |
| Lille               | 1 - 0 | Dijon                 | Stade Pierre-Mauroy     | 20 de agosto | 20:00 |
| Lorient             | 0 - 3 | Bastia                | Stade du Moustoir       | 20 de agosto | 20:00 |
| Stade Rennes        | 2 - 0 | Nancy                 | Roazhon Park            | 20 de agosto | 20:00 |
| Toulouse            | 4 - 1 | Girondins de Burdeos  | Stdium Municipal        | 20 de agosto | 20:00 |
| Guingamp            | 2 - 1 | Olympique de Marsella | Stade du Roudourou      | 21 de agosto | 15:00 |
| Saint-Étienne       | 3 - 1 | Montpellier           | Stade Geoffroy-Guichard | 21 de agosto | 17:00 |
| París Saint-Germain | 3 - 0 | Metz                  | Parc des Princes        | 21 de agosto | 20:45 |

| Olympique de Marsella | 2 - 0 | Lorient             | Stade Vélodrome           | 26 de agosto | 20:45 |
| Dijon                 | 4 - 2 | Olympique de Lyon   | Stade Gaston Gérard       | 27 de agosto | 17:00 |
| Caen                  | 2 - 0 | Bastia              | Stade Michel d'Ornano     | 27 de agosto | 20:00 |
| Metz                  | 2 - 0 | Angers              | Stade Saint-Symphorien    | 27 de agosto | 20:00 |
| Montpellier           | 1 - 1 | Stade Rennes        | Stade de la Mosson        | 27 de agosto | 20:00 |
| Nancy                 | 0 - 2 | Guingamp            | Stade Marcel Picot        | 27 de agosto | 20:00 |
| Niza                  | 1 - 1 | Lille               | Allianz Riviera           | 27 de agosto | 20:00 |
| Girondins de Burdeos  | 1 - 0 | Nantes              | Stade Bordeaux-Atlantique | 28 de agosto | 15:00 |
| Saint-Étienne         | 0 - 0 | Toulouse            | Stade Geoffroy-Guichard   | 28 de agosto | 17:00 |
| Mónaco                | 3 - 1 | París Saint-Germain | Stade Louis II            | 28 de agosto | 20:45 |

| París Saint-Germain | 1 - 1 | Saint-Étienne         | Parc des Princes      | 9 de septiembre  | 20:45 |
| Olympique de Lyon   | 1 - 3 | Girondins de Burdeos  | Parc OL               | 10 de septiembre | 17:00 |
| Lille               | 1 - 4 | Mónaco                | Stade Pierre-Mauroy   | 10 de septiembre | 20:00 |
| Guingamp            | 1 - 1 | Montpellier           | Stade du Roudourou    | 10 de septiembre | 20:00 |
| Bastia              | 2 - 1 | Toulouse              | Stade Armand Cesari   | 10 de septiembre | 20:00 |
| Angers              | 3 - 1 | Dijon                 | Stade Jean-Bouin      | 10 de septiembre | 20:00 |
| Lorient             | 0 - 2 | Nancy                 | Stade du Moustoir     | 10 de septiembre | 20:00 |
| Nantes              | 0 - 3 | Metz                  | Stade de la Beaujoire | 11 de septiembre | 15:00 |
| Stade Rennes        | 2 - 0 | Caen                  | Roazhon Park          | 11 de septiembre | 17:00 |
| Niza                | 3 - 2 | Olympique de Marsella | Allianz Riviera       | 11 de septiembre | 20:45 |

| Caen                  | 0 - 6 | París Saint-Germain | Stade Michel d'Ornano     | 16 de septiembre | 20:45 |
| Mónaco                | 3 - 0 | Stade Rennes        | Stade Louis II            | 17 de septiembre | 17:00 |
| Girondins de Burdeos  | 0 - 1 | Angers              | Stade Bordeaux-Atlantique | 17 de septiembre | 20:00 |
| Dijon                 | 0 - 0 | Metz                | Stade Gaston Gérard       | 17 de septiembre | 20:00 |
| Lorient               | 1 - 0 | Lille               | Stade du Moustoir         | 17 de septiembre | 20:00 |
| Nancy                 | 1 - 1 | Nantes              | Stade Marcel Picot        | 17 de septiembre | 20:00 |
| Toulouse              | 2 - 1 | Guingamp            | Stadium Municipal         | 17 de septiembre | 20:00 |
| Montpellier           | 1 - 1 | Niza                | Stade de la Mosson        | 18 de septiembre | 15:00 |
| Saint-Étienne         | 1 - 0 | Bastia              | Stade Geoffroy-Guichard   | 18 de septiembre | 17:00 |
| Olympique de Marsella | 0 - 0 | Olympique de Lyon   | Stade Vélodrome           | 18 de septiembre | 20:45 |

| Lille               | 1 - 2 | Toulouse              | Stade Pierre-Mauroy    | 20 de septiembre | 19:00 |
| París Saint-Germain | 3 - 0 | Dijon                 | Parc des Princes       | 20 de septiembre | 21:00 |
| Angers              | 2 - 1 | Caen                  | Stade Jean-Bouin       | 21 de septiembre | 19:00 |
| Bastia              | 0 - 0 | Nancy                 | Stade Armand Cesari    | 21 de septiembre | 19:00 |
| Guingamp            | 1 - 0 | Lorient               | Stade du Roudourou     | 21 de septiembre | 19:00 |
| Olympique de Lyon   | 5 - 1 | Montpellier           | Parc OL                | 21 de septiembre | 19:00 |
| Metz                | 0 - 3 | Girondins de Burdeos  | Stade Saint-Symphorien | 21 de septiembre | 19:00 |
| Nantes              | 0 - 0 | Saint-Étienne         | Stade de la Beaujoire  | 21 de septiembre | 19:00 |
| Niza                | 4 - 0 | Mónaco                | Allianz Riviera        | 21 de septiembre | 19:00 |
| Stade Rennes        | 3 - 2 | Olympique de Marsella | Roazhon Park           | 21 de septiembre | 21:00 |

| Toulouse              | 2 - 0 | París Saint-Germain | Stadium Municipal         | 23 de septiembre | 20:45 |
| Lorient               | 1 - 0 | Olympique de Lyon   | Stade du Moustoir         | 24 de septiembre | 17:00 |
| Bastia                | 1 - 0 | Guingamp            | Stade Armand Cesari       | 24 de septiembre | 20:00 |
| Girondins de Burdeos  | 0 - 0 | Caen                | Stade Bordeaux-Atlantique | 24 de septiembre | 20:00 |
| Dijon                 | 3 - 0 | Stade Rennes        | Stade Gaston Gérard       | 24 de septiembre | 20:00 |
| Mónaco                | 2 - 1 | Angers              | Stade Louis II            | 24 de septiembre | 20:00 |
| Montpellier           | 0 - 1 | Metz                | Stade de la Mosson        | 24 de septiembre | 20:00 |
| Saint-Étienne         | 3 - 1 | Lille               | Stade Geoffroy-Guichard   | 25 de septiembre | 15:00 |
| Nancy                 | 0 - 1 | Niza                | Stade Marcel Picot        | 25 de septiembre | 17:00 |
| Olympique de Marsella | 2 - 1 | Nantes              | Stade Vélodrome           | 25 de septiembre | 20:45 |

| Stade Rennes        | 1 - 0 | Guingamp              | Roazhon Park           | 30 de septiembre | 20:45 |
| París Saint-Germain | 2 - 0 | Girondins de Burdeos  | Parc des Princes       | 1 de octubre     | 17:00 |
| Caen                | 1 - 0 | Toulouse              | Stade Michel d'Ornano  | 1 de octubre     | 20:00 |
| Dijon               | 3 - 3 | Montpellier           | Stade Gaston Gérard    | 1 de octubre     | 20:00 |
| Lille               | 1 - 0 | Nancy                 | Stade Pierre-Mauroy    | 1 de octubre     | 20:00 |
| Metz                | 0 - 7 | Mónaco                | Stade Saint-Symphorien | 1 de octubre     | 20:00 |
| Nantes              | 1 - 0 | Bastia                | Stade de la Beaujoire  | 1 de octubre     | 20:00 |
| Angers              | 1 - 1 | Olympique de Marsella | Stade Jean-Bouin       | 2 de octubre     | 15:00 |
| Niza                | 2 - 1 | Lorient               | Allianz Riviera        | 2 de octubre     | 17:00 |
| Olympique de Lyon   | 2 - 0 | Saint-Étienne         | Parc OL                | 2 de octubre     | 20:45 |

| Toulouse              | 3 - 1 | Mónaco               | Stadium Municipal       | 14 de octubre | 19:00 |
| Niza                  | 2 - 0 | Olympique de Lyon    | Allianz Riviera         | 14 de octubre | 20:45 |
| Nancy                 | 1 - 2 | París Saint-Germain  | Stade Marcel Picot      | 15 de octubre | 17:00 |
| Bastia                | 1 - 2 | Angers               | Stade Armand Cesari     | 15 de octubre | 20:00 |
| Guingamp              | 1 - 0 | Lille                | Stade du Roudourou      | 15 de octubre | 20:00 |
| Lorient               | 1 - 2 | Nantes               | Stade du Moustoir       | 15 de octubre | 20:00 |
| Montpellier           | 3 - 2 | Caen                 | Stade de la Mosson      | 15 de octubre | 20:00 |
| Stade Rennes          | 1 - 1 | Girondins de Burdeos | Roazhon Park            | 16 de octubre | 15:00 |
| Saint-Étienne         | 1 - 1 | Dijon                | Stade Geoffroy-Guichard | 16 de octubre | 17:00 |
| Olympique de Marsella | 1 - 0 | Metz                 | Stade Vélodrome         | 16 de octubre | 20:45 |

| Mónaco               | 6 - 2 | Montpellier           | Stade Louis II            | 21 de octubre | 20:45 |
| Olympique de Lyon    | 1 - 3 | Guingamp              | Parc OL                   | 22 de octubre | 17:00 |
| Angers               | 0 - 0 | Toulouse              | Stade Jean-Bouin          | 22 de octubre | 20:00 |
| Girondins de Burdeos | 1 - 1 | Nancy                 | Stade Bordeaux-Atlantique | 22 de octubre | 20:00 |
| Dijon                | 1 - 0 | Lorient               | Stade Gaston Gérard       | 22 de octubre | 20:00 |
| Lille                | 2 - 1 | Bastia                | Stade Pierre-Mauroy       | 22 de octubre | 20:00 |
| Nantes               | 1 - 2 | Stade Rennes          | Stade de la Beaujoire     | 22 de octubre | 20:00 |
| Caen                 | 0 - 2 | Saint-Étienne         | Stade Michel d'Ornano     | 23 de octubre | 15:00 |
| Metz                 | 2 - 4 | Niza                  | Stade Saint-Symphorien    | 23 de octubre | 17:00 |
| París Saint-Germain  | 0 - 0 | Olympique de Marsella | Parc des Princes          | 23 de octubre | 20:45 |

| Lille                 | 0 - 1 | París Saint-Germain  | Stade Pierre-Mauroy     | 28 de octubre | 20:45 |
| Toulouse              | 1 - 2 | Olympique de Lyon    | Stadium Municipal       | 29 de octubre | 17:00 |
| Bastia                | 0 - 0 | Dijon                | Stade Armand Cesari     | 29 de octubre | 20:00 |
| Guingamp              | 1 - 0 | Angers               | Stade du Roudourou      | 29 de octubre | 20:00 |
| Lorient               | 2 - 2 | Montpellier          | Stade du Moustoir       | 29 de octubre | 20:00 |
| Nancy                 | 2 - 0 | Caen                 | Stade Marcel Picot      | 29 de octubre | 20:00 |
| Saint-Étienne         | 1 - 1 | Mónaco               | Stade Geoffroy-Guichard | 29 de octubre | 20:00 |
| Nice                  | 4 - 1 | Nantes               | Allianz Riviera         | 30 de octubre | 15:00 |
| Stade Rennes          | 1 - 0 | Metz                 | Roazhon Park            | 30 de octubre | 17:00 |
| Olympique de Marsella | 0 - 0 | Girondins de Burdeos | Stade Vélodrome         | 30 de octubre | 20:45 |

| Montpellier          | 3 - 1 | Olympique de Marsella | Stade de la Mosson        | 4 de noviembre | 20:45 |
| Mónaco               | 6 - 0 | Nancy                 | Stade Louis II            | 5 de noviembre | 17:00 |
| Angers               | 1 - 0 | Lille                 | Stade Jean-Bouin          | 5 de noviembre | 20:00 |
| Girondins de Burdeos | 2 - 1 | Lorient               | Stade Bordeaux-Atlantique | 5 de noviembre | 20:00 |
| Dijon                | 3 - 3 | Guingamp              | Stade Gaston Gérard       | 5 de noviembre | 20:00 |
| Olympique de Lyon    | 2 - 1 | Bastia                | Parc OL                   | 5 de noviembre | 20:00 |
| Nantes               | 1 - 1 | Toulouse              | Stade de la Beaujoire     | 5 de noviembre | 20:00 |
| Caen                 | 1 - 0 | Nice                  | Stade Michel d'Ornano     | 6 de noviembre | 15:00 |
| Metz                 | 0 - 0 | Saint-Étienne         | Stade Saint-Symphorien    | 6 de noviembre | 17:00 |
| París Saint-Germain  | 4 - 0 | Stade Rennes          | Parc des Princes          | 6 de noviembre | 20:45 |

| Lorient               | 0 - 3 | Mónaco               | Stade du Moustoir       | 18 de noviembre | 19:00 |
| Lille                 | 0 - 1 | Olympique de Lyon    | Stade Pierre-Mauroy     | 18 de noviembre | 20:45 |
| París Saint-Germain   | 2 - 0 | Nantes               | Parc des Princes        | 19 de noviembre | 17:00 |
| Bastia                | 1 - 1 | Montpellier          | Stade Armand Cesari     | 19 de noviembre | 20:00 |
| Nancy                 | 1 - 0 | Dijon                | Stade Marcel Picot      | 19 de noviembre | 20:00 |
| Stade Rennes          | 1 - 1 | Angers               | Roazhon Park            | 19 de noviembre | 20:00 |
| Toulouse              | 1 - 2 | Metz                 | Stadium Municipal       | 19 de noviembre | 20:00 |
| Guingamp              | 1 - 1 | Girondins de Burdeos | Stade du Roudourou      | 20 de noviembre | 15:00 |
| Olympique de Marsella | 1 - 0 | Caen                 | Stade Vélodrome         | 20 de noviembre | 17:00 |
| Saint-Étienne         | 0 - 1 | Nice                 | Stade Geoffroy-Guichard | 20 de noviembre | 20:45 |

| Stade Rennes         | 1 - 0 | Toulouse              | Roazhon Park              | 25 de noviembre | 20:45 |
| Mónaco               | 4 - 0 | Olympique de Marsella | Stade Louis II            | 26 de noviembre | 17:10 |
| Girondins de Burdeos | 3 - 2 | Dijon                 | Stade Bordeaux-Atlantique | 26 de noviembre | 20:00 |
| Caen                 | 1 - 1 | Guingamp              | Stade Michel d'Ornano     | 26 de noviembre | 20:00 |
| Metz                 | 3 - 3 | Lorient               | Stade Saint-Symphorien    | 26 de noviembre | 20:00 |
| Montpellier          | 0 - 0 | Nancy                 | Stade de la Mosson        | 26 de noviembre | 20:00 |
| Nantes               | 0 - 0 | Lille                 | Stade de la Beaujoire     | 26 de noviembre | 20:00 |
| Angers               | 1 - 2 | Saint-Étienne         | Stade Jean-Bouin          | 27 de noviembre | 15:00 |
| Nice                 | 1 - 1 | Bastia                | Allianz Riviera           | 27 de noviembre | 17:00 |
| Olympique de Lyon    | 1 - 2 | París Saint-Germain   | Parc OL                   | 27 de noviembre | 20:45 |

| Lille               | 4 - 2 | Caen                  | Stade Pierre-Mauroy     | 29 de noviembre | 19:00 |
| Lorient             | 2 - 1 | Stade Rennes          | Stade du Moustoir       | 29 de noviembre | 19:00 |
| Dijon               | 1 - 1 | Mónaco                | Stade Gaston Gérard     | 29 de noviembre | 21:00 |
| Bastia              | 1 - 1 | Girondins de Burdeos  | Stade Armand Cesari     | 30 de noviembre | 19:00 |
| Guingamp            | 0 - 1 | Nice                  | Stade du Roudourou      | 30 de noviembre | 19:00 |
| Nancy               | 4 - 0 | Metz                  | Stade Marcel Picot      | 30 de noviembre | 19:00 |
| Nantes              | 0 - 6 | Olympique de Lyon     | Stade de la Beaujoire   | 30 de noviembre | 19:00 |
| Saint-Étienne       | 0 - 0 | Olympique de Marsella | Stade Geoffroy-Guichard | 30 de noviembre | 19:00 |
| Toulouse            | 1 - 0 | Montpellier           | Stadium Municipal       | 30 de noviembre | 19:00 |
| París Saint-Germain | 2 - 0 | Angers                | Parc des Princes        | 30 de noviembre | 21:00 |

| Caen                  | 3 - 3 | Dijon               | Stade Michel d'Ornano     | 2 de diciembre | 20:45 |
| Montpellier           | 3 - 0 | París Saint-Germain | Stade de la Mosson        | 3 de diciembre | 17:00 |
| Angers                | 2 - 2 | Lorient             | Stade Jean-Bouin          | 3 de diciembre | 20:00 |
| Girondins de Burdeos  | 0 - 1 | Lille               | Stade Bordeaux-Atlantique | 3 de diciembre | 20:00 |
| Guingamp              | 2 - 0 | Nantes              | Stade du Roudourou        | 3 de diciembre | 20:00 |
| Mónaco                | 5 - 0 | Bastia              | Stade Louis II            | 3 de diciembre | 20:00 |
| Stade Rennes          | 2 - 0 | Saint-Étienne       | Roazhon Park              | 4 de diciembre | 15:00 |
| Olympique de Marsella | 3 - 0 | Nancy               | Stade Vélodrome           | 4 de diciembre | 17:00 |
| Nice                  | 3 - 0 | Toulouse            | Allianz Riviera           | 4 de diciembre | 20:45 |
| Metz                  | 0 - 3 | Olympique de Lyon   | Stade Saint-Symphorien    | 5 de abril     | 19:00 |

| Dijon                | 1 - 2 | Olympique de Marsella | Stade Gaston Gérard       | 10 de diciembre | 14:30 |
| Girondins de Burdeos | 0 - 4 | Mónaco                | Stade Bordeaux-Atlantique | 10 de diciembre | 17:00 |
| Bastia               | 2 - 0 | Metz                  | Stade Armand Cesari       | 10 de diciembre | 20:00 |
| Lille                | 2 - 1 | Montpellier           | Stade Pierre-Mauroy       | 10 de diciembre | 20:00 |
| Nancy                | 2 - 0 | Angers                | Stade Marcel Picot        | 10 de diciembre | 20:00 |
| Toulouse             | 3 - 2 | Lorient               | Stadium Municipal         | 10 de diciembre | 20:00 |
| Olympique de Lyon    | 1 - 0 | Stade Rennes          | Parc OL                   | 11 de diciembre | 15:00 |
| Saint-Étienne        | 1 - 0 | Guingamp              | Stade Geoffroy-Guichard   | 11 de diciembre | 17:00 |
| París Saint-Germain  | 2 - 2 | Nice                  | Parc des Princes          | 11 de diciembre | 20:45 |
| Nantes               | 1 - 0 | Caen                  | Stade de la Beaujoire     | 18 de enero     | 20:00 |

| Angers                | 0 - 2 | Nantes               | Stade Jean-Bouin      | 16 de diciembre | 20:45 |
| Guingamp              | 2 - 1 | París Saint-Germain  | Stade du Roudourou    | 17 de diciembre | 17:00 |
| Lorient               | 2 - 1 | Saint-Étienne        | Stade du Moustoir     | 17 de diciembre | 20:00 |
| Montpellier           | 4 - 0 | Girondins de Burdeos | Stade de la Mosson    | 17 de diciembre | 20:00 |
| Stade Rennes          | 1 - 2 | Bastia               | Roazhon Park          | 17 de diciembre | 20:00 |
| Toulouse              | 1 - 1 | Nancy                | Stadium Municipal     | 17 de diciembre | 20:00 |
| Caen                  | 3 - 0 | Metz                 | Stade Michel d'Ornano | 18 de diciembre | 14:30 |
| Nice                  | 2 - 1 | Dijon                | Allianz Riviera       | 18 de diciembre | 15:00 |
| Olympique de Marsella | 2 - 0 | Lille                | Stade Vélodrome       | 18 de diciembre | 17:00 |
| Mónaco                | 1 - 3 | Olympique de Lyon    | Stade Louis II        | 18 de diciembre | 20:45 |

| Bastia               | 1 - 2 | Olympique de Marsella | Stade Armand Cesari       | 21 de diciembre | 20:50 |
| Girondins de Burdeos | 0 - 0 | Nice                  | Stade Bordeaux-Atlantique | 21 de diciembre | 20:50 |
| Dijon                | 2 - 0 | Toulouse              | Stade Gaston Gérard       | 21 de diciembre | 20:50 |
| Lille                | 1 - 1 | Stade Rennes          | Stade Pierre-Mauroy       | 21 de diciembre | 20:50 |
| Olympique de Lyon    | 2 - 0 | Angers                | Parc OL                   | 21 de diciembre | 20:50 |
| Metz                 | 2 - 2 | Guingamp              | Stade Saint-Symphorien    | 21 de diciembre | 20:50 |
| Mónaco               | 2 - 1 | Caen                  | Stade Louis II            | 21 de diciembre | 20:50 |
| Nantes               | 1 - 0 | Montpellier           | Stade de la Beaujoire     | 21 de diciembre | 20:50 |
| París Saint-Germain  | 5 - 0 | Lorient               | Parc des Princes          | 21 de diciembre | 20:50 |
| Saint-Étienne        | 0 - 0 | Nancy                 | Stade Geoffroy-Guichard   | 21 de diciembre | 20:50 |

### Segunda vuelta
| Lille                 | 1 - 1 | Saint-Étienne        | Stade Pierre-Mauroy   | 13 de enero | 20:45 |
| Stade Rennes          | 0 - 1 | París Saint-Germain  | Roazhon Park          | 14 de enero | 17:00 |
| Angers                | 1 - 1 | Girondins de Burdeos | Stade Jean-Bouin      | 14 de enero | 20:00 |
| Lorient               | 3 - 1 | Guingamp             | Stade du Moustoir     | 14 de enero | 20:00 |
| Montpellier           | 1 - 1 | Dijon                | Stade de la Mosson    | 14 de enero | 20:00 |
| Nancy                 | 1 - 0 | Bastia               | Stade Marcel Picot    | 14 de enero | 20:00 |
| Toulouse              | 0 - 1 | Nantes               | Stadium Municipal     | 14 de enero | 20:00 |
| Nice                  | 0 - 0 | Metz                 | Allianz Riviera       | 15 de enero | 15:00 |
| Caen                  | 3 - 2 | Olympique de Lyon    | Stade Michel d'Ornano | 15 de enero | 17:00 |
| Olympique de Marsella | 1 - 4 | Mónaco               | Stade Vélodrome       | 15 de enero | 21:00 |

| Bastia               | 1 - 1 | Nice                  | Stade Armand Cesari       | 20 de enero   | 20:45 |
| Nantes               | 0 - 2 | París Saint-Germain   | Stade de la Beaujoire     | 21 de enero   | 17:00 |
| Girondins de Burdeos | 1 - 0 | Toulouse              | Stade Bordeaux-Atlantique | 21 de enero   | 20:00 |
| Dijon                | 0 - 0 | Lille                 | Stade Gaston Gérard       | 21 de enero   | 20:00 |
| Guingamp             | 1 - 1 | Stade Rennes          | Stade du Roudourou        | 21 de enero   | 20:00 |
| Metz                 | 2 - 0 | Montpellier           | Stade Saint-Symphorien    | 21 de enero   | 20:00 |
| Mónaco               | 4 - 0 | Lorient               | Stade Louis II            | 22 de enero   | 15:00 |
| Saint-Étienne        | 2 - 1 | Angers                | Stade Geoffroy-Guichard   | 22 de enero   | 17:00 |
| Olympique de Lyon    | 3 - 1 | Olympique de Marsella | Parc OL                   | 22 de enero   | 21:00 |
| Caen                 | 1 - 0 | Nancy                 | Stade Michel d'Ornano     | 21 de febrero | 18:30 |

| Olympique de Marsella | 5 - 1 | Montpellier          | Stade Vélodrome     | 27 de enero | 20:45 |
| Olympique de Lyon     | 1 - 2 | Lille                | Parc OL             | 28 de enero | 17:00 |
| Angers                | 2 - 1 | Metz                 | Stade Jean-Bouin    | 28 de enero | 20:00 |
| Bastia                | 1 - 1 | Caen                 | Stade Armand Cesari | 28 de enero | 20:00 |
| Lorient               | 2 - 3 | Dijon                | Stade du Moustoir   | 28 de enero | 20:00 |
| Nancy                 | 0 - 2 | Girondins de Burdeos | Stade Marcel Picot  | 28 de enero | 20:00 |
| Stade Rennes          | 1 - 1 | Nantes               | Roazhon Park        | 28 de enero | 20:00 |
| Nice                  | 3 - 1 | Guingamp             | Allianz Riviera     | 29 de enero | 15:00 |
| Toulouse              | 0 - 3 | Saint-Étienne        | Stadium Municipal   | 29 de enero | 17:00 |
| París Saint-Germain   | 1 - 1 | Mónaco               | Parc des Princes    | 29 de enero | 21:00 |

| Metz                 | 1 - 0 | Olympique de Marsella | Stade Saint-Symphorien    | 3 de febrero | 20:45 |
| Mónaco               | 3 - 0 | Nice                  | Stade Louis II            | 4 de febrero | 17:00 |
| Girondins de Burdeos | 1 - 1 | Stade Rennes          | Stade Bordeaux-Atlantique | 4 de febrero | 20:00 |
| Dijon                | 1 - 3 | París Saint-Germain   | Stade Gaston Gérard       | 4 de febrero | 20:00 |
| Guingamp             | 0 - 1 | Caen                  | Stade du Roudourou        | 4 de febrero | 20:00 |
| Lille                | 0 - 1 | Lorient               | Stade Pierre-Mauroy       | 4 de febrero | 20:00 |
| Montpellier          | 2 - 1 | Bastia                | Stade de la Mosson        | 4 de febrero | 20:00 |
| Toulouse             | 4 - 0 | Angers                | Stadium Municipal         | 5 de febrero | 15:00 |
| Nantes               | 0 - 2 | Nancy                 | Stade de la Beaujoire     | 5 de febrero | 17:00 |
| Saint-Étienne        | 2 - 0 | Olympique de Lyon     | Stade Geoffroy-Guichard   | 5 de febrero | 21:00 |

| Caen                  | 0 - 4 | Girondins de Burdeos | Stade Michel d'Ornano  | 7 de febrero | 19:00 |
| Montpellier           | 1 - 2 | Mónaco               | Stade de la Mosson     | 7 de febrero | 19:00 |
| París Saint-Germain   | 2 - 1 | Lille                | Parc des Princes       | 7 de febrero | 21:00 |
| Angers                | 0 - 0 | Stade Rennes         | Stade Jean-Bouin       | 8 de febrero | 19:00 |
| Lorient               | 1 - 1 | Toulouse             | Stade du Moustoir      | 8 de febrero | 19:00 |
| Olympique de Lyon     | 4 - 0 | Nancy                | Parc OL                | 8 de febrero | 19:00 |
| Metz                  | 2 - 1 | Dijon                | Stade Saint-Symphorien | 8 de febrero | 19:00 |
| Nice                  | 1 - 0 | Saint-Étienne        | Allianz Riviera        | 8 de febrero | 19:00 |
| Olympique de Marsella | 2 - 0 | Guingamp             | Stade Vélodrome        | 8 de febrero | 21:00 |
| Bastia                | 2 - 2 | Nantes               | Stade Armand Cesari    | 1 de marzo   | 19:30 |

| Girondins de Burdeos | 0 - 3 | París Saint-Germain   | Stade Bordeaux-Atlantique | 10 de febrero | 20:45 |
| Guingamp             | 2 - 1 | Olympique de Lyon     | Stade du Roudourou        | 11 de febrero | 17:00 |
| Dijon                | 2 - 0 | Caen                  | Stade Gaston Gérard       | 11 de febrero | 20:00 |
| Lille                | 1 - 2 | Angers                | Stade Pierre-Mauroy       | 11 de febrero | 20:00 |
| Mónaco               | 5 - 0 | Metz                  | Stade Louis II            | 11 de febrero | 20:00 |
| Nancy                | 0 - 3 | Montpellier           | Stade Marcel Picot        | 11 de febrero | 20:00 |
| Toulouse             | 4 - 1 | Bastia                | Stadium Municipal         | 11 de febrero | 20:00 |
| Stade Rennes         | 2 - 2 | Nice                  | Roazhon Park              | 12 de febrero | 15:00 |
| Saint-Étienne        | 4 - 0 | Lorient               | Stade Geoffroy-Guichard   | 12 de febrero | 17:00 |
| Nantes               | 3 - 2 | Olympique de Marsella | Stade de la Beaujoire     | 12 de febrero | 21:00 |

| Bastia                | 1 - 1 | Mónaco        | Stade Armand Cesari       | 17 de febrero | 20:45 |
| Olympique de Marsella | 2 - 0 | Stade Rennes  | Stade Vélodrome           | 18 de febrero | 17:00 |
| Angers                | 1 - 0 | Nancy         | Stade Jean-Bouin          | 18 de febrero | 20:00 |
| Caen                  | 0 - 1 | Lille         | Stade Michel d'Ornano     | 18 de febrero | 20:00 |
| Lorient               | 0 - 1 | Nice          | Stade du Moustoir         | 18 de febrero | 20:00 |
| Metz                  | 1 - 1 | Nantes        | Stade Saint-Symphorien    | 18 de febrero | 20:00 |
| Girondins de Burdeos  | 3 - 0 | Guingamp      | Stade Bordeaux-Atlantique | 19 de febrero | 15:00 |
| Olympique de Lyon     | 4 - 2 | Dijon         | Parc OL                   | 19 de febrero | 17:00 |
| Montpellier           | 2 - 1 | Saint-Étienne | Stade de la Mosson        | 19 de febrero | 17:00 |
| París Saint-Germain   | 0 - 0 | Toulouse      | Parc des Princes          | 19 de febrero | 21:00 |

| Nantes                | 3 - 1 | Dijon                | Stade de la Beaujoire   | 24 de febrero | 19:00 |
| Nice                  | 2 - 1 | Montpellier          | Allianz Riviera         | 24 de febrero | 20:45 |
| Guingamp              | 1 - 2 | Mónaco               | Stade de la Beaujoire   | 25 de febrero | 17:00 |
| Angers                | 3 - 0 | Bastia               | Stade Jean-Bouin        | 25 de febrero | 20:00 |
| Lille                 | 2 - 3 | Girondins de Burdeos | Stade Pierre-Mauroy     | 25 de febrero | 20:00 |
| Nancy                 | 0 - 0 | Toulouse             | Stade Marcel Picot      | 25 de febrero | 20:00 |
| Stade Rennes          | 1 - 0 | Lorient              | Roazhon Park            | 25 de febrero | 20:00 |
| Saint-Étienne         | 0 - 1 | Caen                 | Stade Geoffroy Guichard | 26 de febrero | 15:00 |
| Olympique de Lyon     | 5 - 0 | Metz                 | Parc OL                 | 26 de febrero | 17:00 |
| Olympique de Marsella | 1 - 5 | París Saint-Germain  | Stade Vélodrome         | 26 de febrero | 21:00 |

| Girondins de Burdeos | 1 - 1 | Olympique de Lyon     | Stade Bordeaux-Atlantique | 3 de marzo | 20:45 |
| París Saint-Germain  | 1 - 0 | Nancy                 | Parc des Princes          | 4 de marzo | 17:00 |
| Bastia               | 0 - 0 | Saint-Étienne         | Stade Armand Cesari       | 4 de marzo | 20:00 |
| Caen                 | 2 - 3 | Angers                | Stade Michel d'Ornano     | 4 de marzo | 20:00 |
| Dijon                | 0 - 1 | Nice                  | Stade Gaston Gérard       | 4 de marzo | 20:00 |
| Metz                 | 1 - 1 | Stade Rennes          | Stade Saint-Symphorien    | 4 de marzo | 20:00 |
| Montpellier          | 1 - 1 | Guingamp              | Stade de la Mosson        | 4 de marzo | 20:00 |
| Lorient              | 1 - 4 | Olympique de Marsella | Stade du Moustoir         | 5 de marzo | 15:00 |
| Toulouse             | 1 - 1 | Lille                 | Stadium Municipal         | 5 de marzo | 17:00 |
| Mónaco               | 4 - 0 | Nantes                | Stade Louis II            | 5 de marzo | 21:00 |

| Nice                  | 2 - 2 | Caen                 | Allianz Riviera         | 10 de marzo | 19:00 |
| Olympique de Marsella | 3 - 0 | Angers               | Stade Vélodrome         | 10 de marzo | 20:45 |
| Mónaco                | 2 - 1 | Girondins de Burdeos | Stade Louis II          | 11 de marzo | 16:45 |
| Guingamp              | 5 - 0 | Bastia               | Stade du Roudourou      | 11 de marzo | 20:00 |
| Montpellier           | 2 - 3 | Nantes               | Stade de la Mosson      | 11 de marzo | 20:00 |
| Nancy                 | 1 - 2 | Lille                | Stade Marcel Picot      | 11 de marzo | 20:00 |
| Stade Rennes          | 1 - 1 | Dijon                | Roazhon Park            | 11 de marzo | 20:00 |
| Saint-Étienne         | 2 - 2 | Metz                 | Stade Geoffroy-Guichard | 12 de marzo | 15:00 |
| Olympique de Lyon     | 4 - 0 | Toulouse             | Parc OL                 | 12 de marzo | 17:00 |
| Lorient               | 1 - 2 | París Saint-Germain  | Stade du Moustoir       | 12 de marzo | 21:00 |

| Metz                 | 1 - 0 | Bastia                | Stade Saint-Symphorien    | 17 de marzo | 19:00 |
| Lille                | 0 - 0 | Olympique de Marsella | Stade Pierre-Mauroy       | 17 de marzo | 20:45 |
| Nantes               | 1 - 1 | Nice                  | Stade de la Beaujoire     | 18 de marzo | 17:00 |
| Angers               | 3 - 0 | Guingamp              | Stade Jean-Bouin          | 18 de marzo | 20:00 |
| Girondins de Burdeos | 5 - 1 | Montpellier           | Stade Bordeaux-Atlantique | 18 de marzo | 20:00 |
| Nancy                | 2 - 3 | Lorient               | Stade Marcel Picot        | 18 de marzo | 20:00 |
| Toulouse             | 0 - 0 | Stade Rennes          | Stadium Municipal         | 18 de marzo | 20:00 |
| Caen                 | 0 - 3 | Mónaco                | Stade Michel d'Ornano     | 19 de marzo | 15:00 |
| Dijon                | 0 - 1 | Saint-Étienne         | Stade Gaston Gérard       | 19 de marzo | 17:00 |
| París Saint-Germain  | 2 - 1 | Olympique de Lyon     | Parc des Princes          | 19 de marzo | 21:00 |

| Guingamp              | 1 - 0 | Nancy                | Stade du Roudourou     | 31 de marzo | 19:00 |
| Olympique de Marsella | 1 - 1 | Dijon                | Stade Vélodrome        | 1 de abril  | 17:00 |
| Bastia                | 0 - 1 | Lille                | Stade Armand Cesari    | 1 de abril  | 19:00 |
| Stade Rennes          | 1 - 1 | Olympique de Lyon    | Roazhon Park           | 2 de abril  | 15:00 |
| Lorient               | 1 - 0 | Caen                 | Stade du Moustoir      | 2 de abril  | 17:00 |
| Montpellier           | 0 - 1 | Toulouse             | Stade de la Mosson     | 2 de abril  | 17:00 |
| Nantes                | 2 - 1 | Angers               | Stade de la Beaujoire  | 2 de abril  | 17:00 |
| Nice                  | 2 - 1 | Girondins de Burdeos | Allianz Riviera        | 2 de abril  | 21:00 |
| Metz                  | 2 - 3 | París Saint-Germain  | Stade Saint-Symphorien | 18 de abril | 18:30 |
| Mónaco                | 2 - 0 | Saint-Étienne        | Stade Louis II         | 17 de mayo  | 21:00 |

| Lille                | 1 - 2 | Nice                  | Stade Pierre-Mauroy       | 7 de abril | 20:45 |
| Angers               | 0 - 1 | Mónaco                | Stade Jean-Bouin          | 8 de abril | 17:00 |
| Girondins de Burdeos | 3 - 0 | Metz                  | Stade Bordeaux-Atlantique | 8 de abril | 20:00 |
| Caen                 | 0 - 2 | Montpellier           | Stade Michel d'Ornano     | 8 de abril | 20:00 |
| Dijon                | 1 - 2 | Bastia                | Stade Gaston Gérard       | 8 de abril | 20:00 |
| Olympique de Lyon    | 1 - 4 | Lorient               | Parc OL                   | 8 de abril | 20:00 |
| Nancy                | 3 - 0 | Stade Rennes          | Stade Marcel Picot        | 8 de abril | 20:00 |
| Toulouse             | 0 - 0 | Olympique de Marsella | Stadium Municipal         | 9 de abril | 15:00 |
| Saint-Étienne        | 1 - 1 | Nantes                | Stade Geoffroy-Guichard   | 9 de abril | 17:00 |
| París Saint-Germain  | 4 - 0 | Guingamp              | Parc des Princes          | 9 de abril | 21:00 |

| Angers                | 0 - 2   | París Saint-Germain  | Stade Jean-Bouin       | 14 de abril | 20:45 |
| Nice                  | 3 - 1   | Nancy                | Allianz Riviera        | 15 de abril | 17:00 |
| Guingamp              | 2 - 1   | Toulouse             | Stade du Roudourou     | 15 de abril | 20:00 |
| Metz                  | 2 - 2   | Caen                 | Stade Saint-Symphorien | 15 de abril | 20:00 |
| Montpellier           | 2 - 0   | Lorient              | Stade de la Mosson     | 15 de abril | 20:00 |
| Stade Rennes          | 2 - 0   | Lille                | Roazhon Park           | 15 de abril | 20:00 |
| Mónaco                | 2 - 1   | Dijon                | Stade Louis II         | 15 de abril | 21:00 |
| Nantes                | 0 - 1   | Girondins de Burdeos | Stade de la Beaujoire  | 16 de abril | 15:00 |
| Olympique de Marsella | 4 - 0   | Saint-Étienne        | Stade Vélodrome        | 16 de abril | 21:00 |
| Bastia                | 0 - 0 * | Olympique de Lyon    | Stade Armand Cesari    | Suspendido  | TBA   |

| Nancy                | 0 - 0 | Olympique de Marsella | Stade Marcel Picot        | 21 de abril | 20:45 |
| París Saint-Germain  | 2 - 0 | Montpellier           | Parc des Princes          | 22 de abril | 17:00 |
| Girondins de Burdeos | 2 - 0 | Bastia                | Stade Bordeaux-Atlantique | 22 de abril | 20:00 |
| Caen                 | 0 - 2 | Nantes                | Stade Michel d'Ornano     | 22 de abril | 20:00 |
| Dijon                | 3 - 2 | Angers                | Stade Gaston Gérard       | 22 de abril | 20:00 |
| Lille                | 3 - 0 | Guingamp              | Stade Pierre-Mauroy       | 22 de abril | 20:00 |
| Lorient              | 5 - 1 | Metz                  | Stade du Moustoir         | 22 de abril | 20:00 |
| Toulouse             | 1 - 1 | Nice                  | Stadium Municipal         | 23 de abril | 15:00 |
| Saint-Étienne        | 1 - 1 | Stade Rennes          | Stade Geoffroy-Guichard   | 23 de abril | 17:00 |
| Olympique de Lyon    | 1 - 2 | Mónaco                | Parc OL                   | 23 de abril | 21:15 |

| Angers      | 1 - 2 | Olympique de Lyon     | Stade Jean-Bouin       | 28 de abril | 20:45 |
| Mónaco      | 3 - 1 | Toulouse              | Stade Louis II         | 29 de abril | 17:00 |
| Bastia      | 1 - 0 | Stade Rennes          | Stade Parsemain        | 29 de abril | 20:00 |
| Guingamp    | 0 - 2 | Saint-Étienne         | Stade du Roudourou     | 29 de abril | 20:00 |
| Metz        | 2 - 1 | Nancy                 | Stade Saint-Symphorien | 29 de abril | 20:00 |
| Montpellier | 0 - 3 | Lille                 | Stade de la Mosson     | 29 de abril | 20:00 |
| Nantes      | 1 - 0 | Lorient               | Stade de la Beaujoire  | 29 de abril | 20:00 |
| Caen        | 1 - 5 | Olympique de Marsella | Stade Michel d'Ornano  | 30 de abril | 15:00 |
| Dijon       | 0 - 0 | Girondins de Burdeos  | Stade Gaston Gérard    | 30 de abril | 17:00 |
| Nice        | 3 - 1 | París Saint-Germain   | Allianz Riviera        | 30 de abril | 21:00 |

| Saint-Étienne         | 2 - 2 | Girondins de Burdeos | Stade Geoffroy-Guichard | 5 de mayo | 20:45 |
| París Saint-Germain   | 5 - 0 | Bastia               | Parc des Princes        | 6 de mayo | 17:00 |
| Guingamp              | 4 - 0 | Dijon                | Stade du Roudourou      | 6 de mayo | 20:00 |
| Lille                 | 0 - 2 | Metz                 | Stade Pierre-Mauroy     | 6 de mayo | 20:00 |
| Lorient               | 1 - 1 | Angers               | Stade du Moustoir       | 6 de mayo | 20:00 |
| Nancy                 | 0 - 3 | Mónaco               | Stade Marcel Picot      | 6 de mayo | 20:00 |
| Toulouse              | 0 - 1 | Caen                 | Stadium Municipal       | 6 de mayo | 20:00 |
| Stade Rennes          | 1 - 0 | Montpellier          | Roazhon Park            | 7 de mayo | 15:00 |
| Olympique de Lyon     | 3 - 2 | Nantes               | Parc OL                 | 7 de mayo | 17:00 |
| Olympique de Marsella | 2 - 1 | Nice                 | Stade Vélodrome         | 7 de mayo | 21:00 |

| Bastia               | 2 - 0 | Lorient               | Stade Armand Cesari       | 14 de mayo | 21:00 |
| Girondins de Burdeos | 1 - 1 | Olympique de Marsella | Stade Bordeaux-Atlantique | 14 de mayo | 21:00 |
| Caen                 | 0 - 1 | Stade Rennes          | Stade Michel d'Ornano     | 14 de mayo | 21:00 |
| Dijon                | 2 - 0 | Nancy                 | Stade Gaston Gérard       | 14 de mayo | 21:00 |
| Metz                 | 1 - 1 | Toulouse              | Stade Saint-Symphorien    | 14 de mayo | 21:00 |
| Mónaco               | 4 - 0 | Lille                 | Stade Louis II            | 14 de mayo | 21:00 |
| Montpellier          | 1 - 3 | Olympique de Lyon     | Stade de la Mosson        | 14 de mayo | 21:00 |
| Nantes               | 4 - 1 | Guingamp              | Stade de la Beaujoire     | 14 de mayo | 21:00 |
| Nice                 | 0 - 2 | Angers                | Allianz Riviera           | 14 de mayo | 21:00 |
| Saint-Étienne        | 0 - 5 | París Saint-Germain   | Stade Geoffroy-Guichard   | 14 de mayo | 21:00 |

| Angers                | 2 - 0 | Montpellier          | Stade Jean-Bouin    | 20 de mayo | 21:00 |
| Guingamp              | 1 - 0 | Metz                 | Stade du Roudourou  | 20 de mayo | 21:00 |
| Lille                 | 3 - 0 | Nantes               | Stade Pierre-Mauroy | 20 de mayo | 21:00 |
| Lorient               | 1 - 1 | Girondins de Burdeos | Stade du Moustoir   | 20 de mayo | 21:00 |
| Olympique de Lyon     | 3 - 3 | Nice                 | Parc OL             | 20 de mayo | 21:00 |
| Olympique de Marsella | 1 - 0 | Bastia               | Stade Vélodrome     | 20 de mayo | 21:00 |
| Nancy                 | 3 - 1 | Saint-Étienne        | Stade Marcel Picot  | 20 de mayo | 21:00 |
| París Saint-Germain   | 1 - 1 | Caen                 | Parc des Princes    | 20 de mayo | 21:00 |
| Stade Rennes          | 2 - 3 | Mónaco               | Roazhon Park        | 20 de mayo | 21:00 |
| Toulouse              | 0 - 0 | Dijon                | Stadium Municipal   | 20 de mayo | 21:00 |

| Ligue 1                   |
|                           |
| Campeón Mónaco 8.° título |

## Play-off de ascenso y descenso
En los play-offs de ascenso y descenso se enfrentaron el 18.º clasificado de la Ligue 1 2016-17 (Lorient) contra el 3.º clasificado de la Ligue 2 2016-17 (Troyes) en una serie de dos partidos a ida y vuelta. El ganador al término de los partidos fue el Troyes, quien logró una victoria en el global de 2:1 tras un heroico gol de su capitán en los minutos finales de la ida, ascendiendo así de categoría para la temporada 2017-18.
| 25 de mayo de 2017 | Troyes                    | 2:1 (1:0) | Lorient   | Stade de l'Aube, Troyes  |                          |
|                    | Darbion 37' · Nivet 90+1' | Reporte   | Waris 82' | Árbitro(s): Ruddy Buquet | Árbitro(s): Ruddy Buquet |

| 28 de mayo de 2017 | Lorient | 0:0     | Troyes | Stade du Moustoir, Lorient |                            |
|                    |         | Reporte |        | Árbitro(s): Clément Turpin | Árbitro(s): Clément Turpin |

## Estadísticas
| Edinson Cavani                           | París Saint-Germain   | 35 | 36 | 7  | 0,97 |
| Alexandre Lacazette                      | Olympique de Lyon     | 28 | 30 | 10 | 0,93 |
| Radamel Falcao                           | Mónaco                | 21 | 29 | 4  | 0,72 |
| Bafétimbi Gomis                          | Olympique de Marsella | 20 | 31 | 3  | 0,65 |
| Kylian Mbappé                            | Mónaco                | 15 | 29 | 0  | 0,52 |
| Última actualización: 20 de mayo de 2017 |                       |    |    |    |      |

| Morgan Sanson                            | Olympique de Marsella | 12 | 30 |
| Jean Michaël Seri                        | Niza                  | 10 | 27 |
| Bernardo Silva                           | Mónaco                | 9  | 29 |
| Florian Thauvin                          | Olympique de Marsella | 9  | 27 |
| Ryad Boudebouz                           | Montpellier           | 9  | 27 |
| Última actualización: 20 de mayo de 2017 |                       |    |    |

## Datos y más estadísticas

### Récords de goles
- Primer gol de la temporada: Anotado por Moustapha Diallo, para el EA Guingamp contra el AS Mónaco (12 de agosto de 2016).
- Último gol de la temporada: Anotado por Ronny Rodelin, para el SM Caen contra el París Saint-Germain (20 de mayo de 2017).
- Gol más rápido: Anotado a los 14 segundos por Valentín Vada en el Girondins de Burdeos 1 - 0 Toulouse (21 de enero de 2017) .
- Gol más cercano al final del encuentro: Anotado en el minuto 90+6 por Alexandre Lacazette en el Olympique de Lyon 2 - 0 SM Caen (21 de agosto de 2016).

#### Tripletas o pókers
Aquí se encuentra la lista de tripletas o hat-tricks y póker de goles (en general, tres o más goles anotados por un jugador en un mismo encuentro) convertidos en la temporada.
| Fecha      | Jugador             | Goles                   | Local                 | Resultado | Visitante             | Jornada    |
| ---------- | ------------------- | ----------------------- | --------------------- | --------- | --------------------- | ---------- |
| 14/8/2016  | Alexandre Lacazette | 33' · 44' · 90+2'       | Nancy                 | 0 - 3     | Olympique de Lyon     | Jornada 1  |
| 11/9/2016  | Mevlüt Erdinç       | 12' · 18' · 45+3'       | Nantes                | 0 - 3     | Metz                  | Jornada 4  |
| 16/9/2016  | Edinson Cavani      | 12' · 23' · 38' · 45+1' | Caen                  | 0 - 6     | París Saint-Germain   | Jornada 5  |
| 1/10/2016  | Casimir Ninga       | 12' · 18' · 25'         | Dijon                 | 3 - 3     | Montpellier           | Jornada 8  |
| 23/10/2016 | Alassane Pléa       | 12' · 38' · 84'         | Metz                  | 2 - 4     | Niza                  | Jornada 10 |
| 10/12/2016 | Ola Toivonen        | 8' · 20' · 60'          | Toulouse              | 3 - 2     | Lorient               | Jornada 17 |
| 10/12/2016 | Radamel Falcao      | 4' · 50' · 64'          | Girondins de Burdeos  | 0 - 4     | Mónaco                | Jornada 17 |
| 27/01/2017 | Bafétimbi Gomis     | 4' · 19' · 77'          | Olympique de Marsella | 5 - 1     | Montpellier           | Jornada 22 |
| 11/02/2017 | Kylian Mbappé       | 7' · 20' · 49'          | Mónaco                | 5 - 0     | Metz                  | Jornada 24 |
| 30/04/2017 | Florian Thauvin     | 2' · 63' · 89'          | Caen                  | 1 - 5     | Olympique de Marsella | Jornada 35 |

## Premios

### Mejor jugador del mes
| Mes        | Jugador             | Equipo                | Ref.   |
| ---------- | ------------------- | --------------------- | ------ |
| Agosto     | Alexandre Lacazette | Olympique de Lyon     |        |
| Septiembre | Edinson Cavani      | París Saint-Germain   | [ 39 ] |
| Octubre    | Edinson Cavani      | París Saint-Germain   | [ 40 ] |
| Noviembre  | Thomas Lemar        | Mónaco                | [ 41 ] |
| Diciembre  | Maxime Lopez        | Olympique de Marsella | [ 42 ] |
| Enero      | Bernardo Silva      | Mónaco                | [ 43 ] |
| Febrero    | Marco Verratti      | París Saint-Germain   | [ 44 ] |
| Marzo      | Florian Thauvin     | Olympique de Marsella | [ 45 ] |
| Abril      | Kylian Mbappé       | Mónaco                | [ 46 ] |

### Trofeos UNFP
- Mejor jugador:  Edinson Cavani (París Saint-Germain)
- Mejor portero:  Danijel Subašić (Mónaco)
- Mejor jugador joven:  Kylian Mbappé (Mónaco)
- Mejor entrenador:  Leonardo Jardim (Mónaco)
- Mejor gol:  Memphis Depay (Olympique de Lyon) contra el Toulouse (Jornada 29)
- Equipo Ideal de la Liga:

| Portero         | Defensores                                            | Mediocampistas                                  | Delanteros                                       |
| --------------- | ----------------------------------------------------- | ----------------------------------------------- | ------------------------------------------------ |
| Danijel Subašić | Djibril Sidibé Kamil Glik Thiago Silva Benjamin Mendy | Marco Verratti Jean Michaël Seri Bernardo Silva | Alexandre Lacazette Edinson Cavani Kylian Mbappé |

## Fichajes

### Fichajes más caros del mercado de verano
| Pos. | Jugador             | Club de destino       | Club de origen        | Precio (€) | Ref.   |
| ---- | ------------------- | --------------------- | --------------------- | ---------- | ------ |
| 1.º  | Grzegorz Krychowiak | París Saint-Germain   | Sevilla               | 26 000 000 | [ 47 ] |
| 2.º  | Jesé Rodríguez      | París Saint-Germain   | Real Madrid           | 25 000 000 | [ 48 ] |
| 3.º  | Djibril Sidibé      | Mónaco                | Lille                 | 15 000 000 |        |
| 4.º  | Benjamin Mendy      | Mónaco                | Olympique de Marsella | 12 000 000 |        |
| 5.º  | Kamil Glik          | Mónaco                | Torino                | 10 000 000 |        |
| 6.º  | Giovani Lo Celso    | París Saint-Germain   | Rosario Central       | 10 000 000 |        |
| 7.º  | Rémy Cabella        | Olympique de Marsella | Newcastle United      | 8 000 000  |        |
| 8.º  | Thomas Meunier      | París Saint-Germain   | Brujas                | 7 000 000  | [ 47 ] |